# Верхнє Солонечне
Верхнє Солоне́чне (рос. Верхнее Солонечное) — село у складі Газімуро-Заводського району Забайкальського краю, Росія. Входить до складу Солонеченського сільського поселення.

## Історія
Село Солонечний було утворено 2013 року шляхом виділення зі складу населеного пункту Рудник Солонечний, 2018 року перейменоване в сучасну назву.